# Emmanuel Schaeffer
Pour les articles homonymes, voir Schaeffer.
Emmanuel Schaeffer, né au Mans le 23 mars 1955, est écrivain, scénariste et auteur dramatique. Il est également metteur en scène et comédien.

## Biographie
Après des études de Sciences Économiques et de Mathématiques, il suit une formation de comédien à l'École supérieure d'art dramatique du Théâtre national de Strasbourg dirigé Jean-Pierre Vincent. Il joue sous la direction de nombreux metteurs en scènes comme Armand Gatti, Bernard Sobel, Jean-Louis Hourdin, Gilles Bouillon, Michel Dubois.
Parallèlement il écrit ses premiers textes, Hôtel des Dieux, mis en onde sur France Culture en 1989 dans le Nouveau Répertoire d'art dramatique de Lucien Attoun, et Comment rendre l'autre fou qu'il monte en 1995 au Festival d'Avignon, salle Benoît-XII.
Il poursuit depuis un travail de dramaturge en explorant des styles dramaturgiques variés : tragédie optimiste L'Exil, drame burlesque Détours ou l'inévitable inattendu, farce Victor, théâtre réaliste Lazarillo, sortie clownesque, comédie Les Noceurs…
En 1995, il devient scénariste pour la télévision et le cinéma et participe à l'écriture de plus d'une centaine de scénarios tournés et diffusés sur TF1, FR2, FR3, M6…
Il est également collaborateur littéraire pour des chefs d'entreprise et ghost-writer.
Ardent défenseur de la place du dramaturge dans la société, Emmanuel Schaeffer organise des manifestations de grande envergure telles ''Du sous-sol au toit du Monde'' en 2004 ou 50 Auteurs font leur Nuit Blanche aux Archives Nationales en 2006.
Il est titulaire de la Certification Professionnelle de Scénariste du Conservatoire Européen d'Écriture Audiovisuelle.

## Œuvres théâtrales
- Hôtel des Dieux, 1988, diffusé à France Culture avec Bertrand Bonvoisin
- Comment rendre l'autre fou, 1991, création juillet 1995, Salle Benoît XII, Festival d'Avignon avec Jean-Quentin Chatelain
- L'Exil, 1994, La Mousson d'été, Pont-à-Mousson avec Éric Elmosnino
- Détours ou l'inévitable inattendu, 1997, présentée le 14 juillet 1997 à la Chartreuse de Villeneuve-lès-Avignon, Festival d'Avignon avec Denise Bonal et André Steiger.
- Entractes, 1998, recueil de pièces en un acte
- Victor, 2000, pièce pour marionnettes à gaine, Théâtre Exobus, La Chartreuse (Villeneuve-lès-Avignon), tournée "Le Printemps des Comédiens"
- Écrans, 2004, Théâtre du Pélican, Clermont-Ferrand
- Lazarillo, 2004, sortie clownesque, création salle Jean-Pierre Miquel à Reims, mise en scène par Didier Lelong
- Les Noceurs, 2005, Lauréat Beaumarchais SACD, création No-Tunes International, Prix Coup de chauffe du Bouchon d'or 2006 du Festival de Cognac
- Porna’Pocalypse, 2010, avec le soutien du Centre national du livre

### Publications
- Comment rendre l'autre fou, éditions L'Avant-scène Théâtre. (BNF 39498047)
- Détours ou l'inévitable inattendu éditions Le Promeneur
- Lazarillo, sortie clownesque, éditions La Revue du Facteur Théâtre
- Les Noceurs, éditions L'Harmattan, coll. « L'Instant théâtral », Paris, 2007, 66 p.,  (ISBN 978-2-296-03304-7), (BNF 41044791)
- Porna'Pocalypse, éditions Le Promeneur

### Autres publications
Le Livre du destin, 2009, éditions Les Carnets de l'info
P. comme Pâris, 2022, roman, éditions L'Harmattan
Contributions littéraires à :
- Si simple quand on le lit, (dictionnaire d'un nouveau langage amoureux), éditions SRDP d'Auvergne, 2004
- Internet même pas peur, de Catherine Barba Chiaramonti, éditions Les Carnets de l’Info, 2009
- Génération VAE, David Rivoire, Studyrama, 2012

Ghost-Writer pour plusieurs personnalités du monde de l'entreprise, du monde artistique et du monde médical

## Metteur en scène et direction artistique
- 1995 : Comment rendre l'autre fou, Festival In d'Avignon
- 1997 : Détours ou l'inévitable inattendu, Festival de Gargas
- 2000 : Victor, Le printemps des comédiens
- 2004 : Du sous-sol au toit du Monde, in « Vivre les Villes 2004 » - Direction artistique - spectacles aux Catacombes de Denfert-Rochereau et sous la culée du Pont Alexandre III (Paris) (à ne pas confondre avec le Pont Alexandre-III) - Écrivains Associés du Théâtre
- 2006 : 50 auteurs aux Archives Nationales, in « Nuit Blanche 2006 » - Direction artistique - Musée vivant des auteurs contemporains
- 2007 : Lazarillo, sortie clownesque, dramaturgie avec Didier Lelong Facteur Théâtre, Reims
- 2013 : Ascenseur pour Orgeval, dramaturgie avec Didier Lelong 'Facteur Théâtre, Reims

## Scénariste
- 1995 : Une famille pour deux, Gaumont Télévisions, M6
- 1995 : Karine et Ari, Alya Productions, TF1
- 1995 : Studio Sud, Elma Productions, M6
- 1996 : Papa revient demain, Elma Productions, TF1
- 1998 : La Cerise sur le gâteau, Anne Romanoff, France 3
- 1998-1999 : Cap des Pins, TéléImages, France 2
- 2000 : Tout pour la musique, PM Productions, TF1
- 2000 : Pas vu pas pris, TéléImages, France 2, Canal J
- 2000 : DKTV, Sketches d'animation 3D, France 2
- 2000 : Affaires familiales, TéléImages, TF1
- 2002 : Sous le soleil, Marathon, TF1
- 2003 : Time, long métrage, coécriture avec Benoît Ferreux et Pierre Grillet, CNC
- 2005 : Boulevard du Palais, GMT Productions, France 2
- 2006 : Préjudices, PM Productions, France 2
- 2008 : Un dimanche de musique coécrit avec François Luciani, Bel Ombres Production, finaliste du Grand Prix du Scénario 2008
- 2012 : Si près de chez vous - 909 Productions, France 2
- 2013 : Mon histoire vraie, Gazelle Productions, TF1

### Comédien
- 1971/1972 : Le Temps des cerises, mise en scène de Alexis Tikovoï et Aristide Demonico
- 1977-1980 : Formation à l'école du Théâtre national de Strasbourg avec entre autres Claude Petitpierre : Le Roi Lear de William Shakespeare ; Jean Dautremay et Bernard Chartreux : Lysistrata et autres textes d'Aristophane ; André Engel :  Sur la Grand'route de Anton Tchekhov ; Jean-Louis Hourdin : "Woyzeck" de Georg Büchner ; Jean-Marie Villégier et Christian Rist : Surena de Pierre Corneille ; "Square Louis Jouvet" de et mise en scène par Bruno Bayen et Louis-Charles Sirjacq
- 1980 : Peines d'amour perdues, de William Shakespeare, dans une mise en scène de Jean-Pierre Vincent, créé le 15 juillet 1980 au Cloître des Célestins, dans le cadre du Festival d'Avignon. — Rôle : Courge.
- 1982 : Caligula de Albert Camus, mise en scène Patrick Guinand
- 1982 : La Dune de Agnès Célerier, Théâtre Ouvert
- 1983 : Coriolan de William Shakespeare, mise en scène Bernard Sobel
- 1983 : Le Labyrinthe : spectacle sur l'Irlande, de Armand Gatti, dans une mise en scène de l'auteur, créé le 1er août 1982 au Cloître des Carmes, Festival d'Avignon. — Rôle : Malachi Mc Locchlainn. (BNF 39497412)
- 1984 : La Mort de Danton de Georg Büchner, mise en scène  Jean-Louis Hourdin
- 1984 : L'Orestie de Eschyle, mise en scène Jean-Philippe Guerlais
- 1985 : ''Le train était à l'heure'' de Heinrich Böll, mise en scène Serge Karp
- 1985 : Concert de Vocables de Francis Ponge, mise en scène Christian Rist
- 1985 : ''La Traversée de l'Afrique'' de Eugène Savitzkaya, mise en scène Pierre Barrat
- 1986 : Gmund, les romantiques allemands, mise en scène Gérard Haller & Sylvie Blochet
- 1987 : La Nuit des rois de William Shakespeare, mise en scène Gilles Bouillon
- 1987 : Je t'appellerai Indulgence de Serge Montigny, mise en scène Pierre Forest
- 1987 : Figuren, Shoah, mise en scène Gérard Haller & Sylvie Blochet
- 1987 : L'ultima violenza, mise en voix Louis Beyler
- 1988 : Le Bouc de Rainer Werner Fassbinder, mise en scène Bernard Bloch & Élisabeth Marie
- 1988 : Hommage à Vincent van Gogh, mise en scène Michèle Heydorff
- 1989 : Œdipe-tyran de Sophocle, mise en scène Jean-Pierre Vincent
- 1989 : Œdipe à Colone, de Sophocle, créé le 20 juillet 1989 au gymnase du lycée Aubanel, dans le cadre du Festival d'Avignon, dans une mise en scène de Jean-Pierre Vincent — Rôle : un des chanteurs.
- 1989 : Cité des oiseaux, d'après Aristophane, dans une adaptation de Bernard Chartreux et une mise en scène de Jean-Pierre Vincent, créé le 24 juillet 1989 au gymnase du lycée Aubanel, dans le cadre du Festival d'Avignon — Rôle : Prométhée.
- 1990 : Suzanna Andler de Marguerite Duras, mise en scène Michèle Leca
- 1991 : Un ennemi du peuple de Henrik Ibsen, mise en scène Élisabeth Marie
- 1991 : La Famille Schroffenstein de Heinrich von Kleist, mise en scène Éloi Recoing
- 1992 : Les Pierres sauvages de Fernand Pouillon, mise en scène Christophe Galland
- 1993 : Agnès de Catherine Anne, mise en scène Catherine Anne
- 1997 : Arrarat de Bernadette Engel-Roux, mise en voix Jean-François Mannier
- 1998 : Britannicus de Jean Racine, mise en scène Christophe Galland
- 1998 : Le Marchand de Venise de William Shakespeare, mise en scène Michel Dubois

### Filmographie
- 1979 : Gueule d'atmosphère de Maurice Château
- 1980 : La Nuit d'un tricheur, court métrage de Cyril Pache
- 1982 : Maman que man de Lionel Soukaz
- 1983 : Gaspard de la Meije de Bernard Choquet
- 1984 : Chagrin d'amour de Guy Pinon
- 1984 : La Maladie de la mort, court métrage de Jean-Marie Boulé
- 1984 : Train d'enfer de Roger Hanin avec Roger Hanin, Gérard Klein, Christine Pascal…
- 1985 : Laura - court métrage - Jean-Marie Boulé
- 1990 : Le portrait de Laura de Stéphan Bertin
- 1990 : Un oiseau nommé Ader de Philippe Miquel
- 1991 : Boulevard des hirondelles de Josée Yanne, avec Elizabeth Bourgine, Pierre-Loup Rajot, Christophe Bourseiller, Didier Sandre
- 1991 : La Femme à abattre de Guy Pinon avec Aurélien Recoing
- 1991 : Delaunnay contre Delaunnay de Gilles Espinasse
- 2011 : Survivre de François Luciani